# Massimo Ronconi
Massimo Ronconi (Roma, 12 agosto 1956) è un dirigente sportivo, allenatore di calcio a 5 ed ex giocatore di calcio a 5 italiano.
È stato dal 2009 al 2016 commentatore televisivo delle partite di calcio a 5 su Rai Sport 1.

## Carriera

### Giocatore
Ha partecipato alla fase pionieristica del Campionato italiano di calcio a 5 giocando dal 1984 al 1985 con la Roma Barilla e nella stagione successiva con l'Ortana Griphus, collezionando tre scudetti e passando poi al Villa Aurelia concludendo l'attività agonistica.

### Allenatore

#### Gli inizi
Come allenatore ha trascorso le stagioni dal 1987 al 1992 alla Camel Vigna Stelluti che porta a una finale scudetto nel 1988/1989 contro la Roma RCB.
Ronconi passa poi al Milano dove nelle stagioni 1994/1995 e 1995/1996 colleziona una semifinale scudetto.
Dopo una stagione alla Eco S. Gabriele Teramo, passa alla Lazio nel 1998, in due stagioni raggiunge i play-off una volta.

#### I successi
Trascorre quindi un biennio in Campania alla guida dello Stabiamalfi: nella prima stagione si ferma ai quarti di finale playoff, nella seconda conduce la formazione alla finale scudetto persa per mano del Prato.
La successiva stagione alla Roma Lamaro porta solo un quarto di finale di play-off, ed il successivo trasferimento in Umbria al Perugia dove alla prima stagione conquista immediatamente la finale scudetto persa per mano dell'Arzignano Grifo. La stagione 2004-2005 vede il Perugia piazzarsi solo terzo, a undici punti dalla Lottomatica Roma di Agenore Maurizi che vince la stagione regolare e si presenta come grande favorita per la conquista dello scudetto. La finale su tre gare vede una vittoria a testa nelle prime due; nella seconda partita ha una pesante discussione con il patron-giocatore Riccardo Gaucci, che si rifiuta di uscire dal campo a pochi secondi dal termine, fatto che determina la rete della vittoria giallorossa che porta la serie alla bella. La terza, decisiva gara a Roma si chiude nel primo tempo con un secco 3-0 per i padroni di casa: 8' Fabiano, 8' Pellegrini, 19' Fabiano, mettono in ginocchio i finalisti uscenti. Dopo una plateale lite con Gaucci, durante l'intervallo l'allenatore si rifiuta di tornare in panchina, accomodandosi in tribuna. In panchina prende le redini il vice Ceppi e la squadra, con le reti di Gioia, Lanconi, Baptistella e Rogerio, agguanta il pareggio al termine della seconda frazione. La parità permane anche nei due tempi supplementari, terminati sul 5-5 con la Roma "salvata" da un libero di Vinícius Bacaro: quindi ai tiri di rigore Gimenez, Campagnaro, Gioia e Rogério regalano il primo scudetto alla società umbra.

#### Le ultime stagioni
In cerca di riscatto, nella stagione successiva Ronconi guida la Roma Futsal fino a febbraio quando rassegna le proprie dimissioni in seguito alla doppia sconfitta patita contro la Luparense.
Allena in seguito il Reggio lascia la squadra a gennaio dopo 4 vittorie consecutive per problemi economici della società.
Nella seconda metà della stagione 2007-08 siede sulla panchina del Giovinazzo in Serie A2, subentrando a gennaio al dimissionario Angelo Bommino, senza tuttavia riuscire a evitare la retrocessione della società pugliese.
Nel 2009 è stato nominato direttore sportivo del Potenza,vince con 6 giornate di anticipo il campionato di serie b, ruolo che ha ricoperto fino a febbraio 2012 quando ha rassegnato le proprie dimissioni.

#### Il ritorno in panchina dopo 9 anni
A quasi dieci anni dall'ultima panchina, il 24 gennaio 2017 è chiamato dalla Feldi Eboli in Serie A2 per sostituire il dimissionario Ivan Oranges. Dal suo arrivo la compagine rossoblù cambia passo, allontanandosi dalla zona playout e staccando il pass per i playoff promozione. Una cavalcata vincente culminata con la conquista della promozione in Serie A grazie alla doppia vittoria nei confronti del Milano in finale.

### Dopo il ritiro
Nel 2009 diventa commentatore tecnico delle partite di calcio a 5 su Rai Sport. Il suo impegno si conclude nel 2016, conseguentemente all'interruzione della trasmissione del futsal da parte del canale.

## Palmarès

### Giocatore
- Campionato italiano: 3

Roma Calcetto: 1984, 1984-85
Ortana: 1985-86

### Allenatore
- Coppa Italia: 1

Lazio: 1998-99
- Campionato italiano: 1

Perugia: 2004-05